# 德賴馬克施泰因山

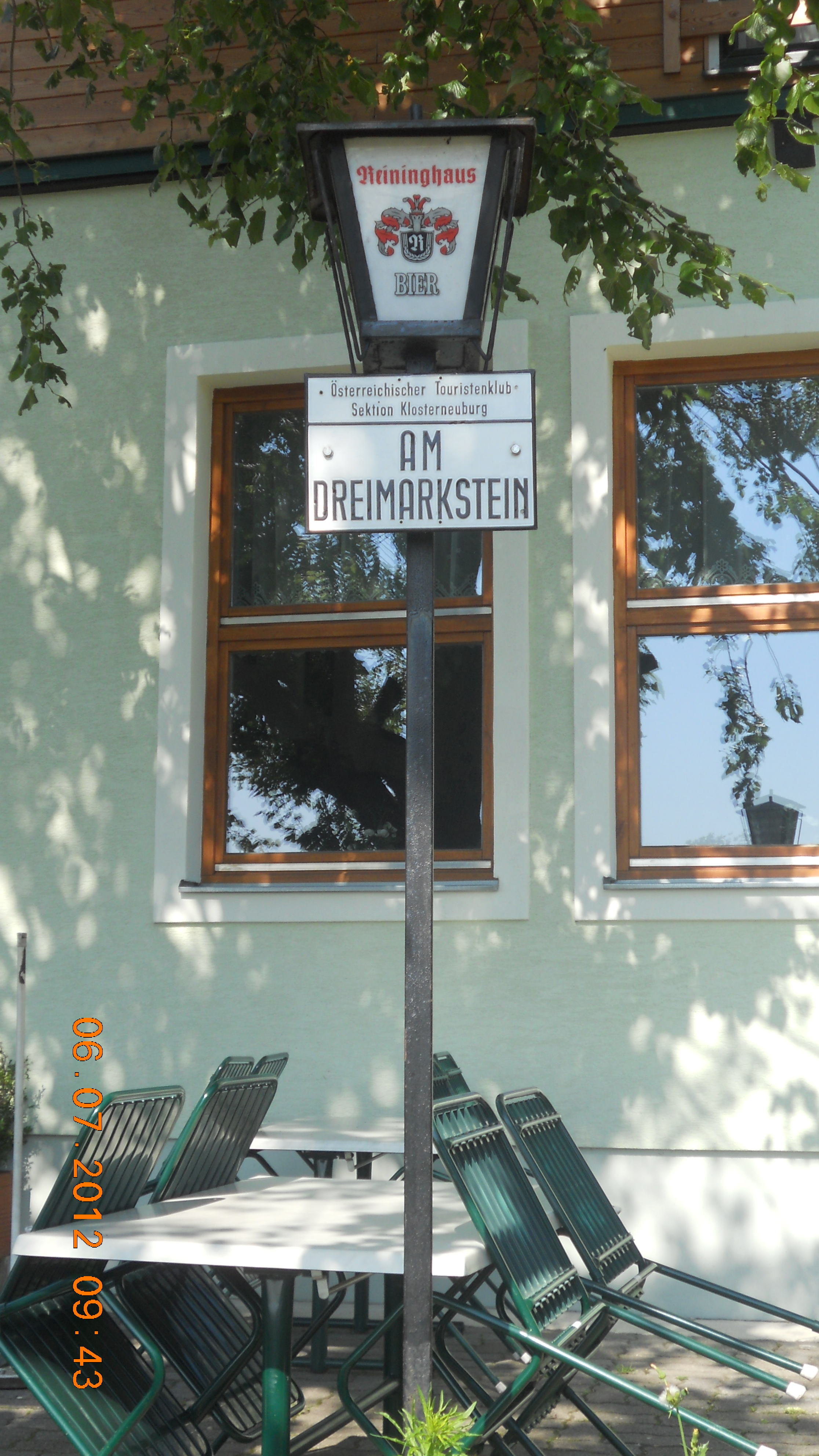

48°15′32.1″N 16°17′5.1″E / 48.258917°N 16.284750°E
德賴馬克施泰因山（德語：Dreimarkstein），是奧地利的山峰，位於該國東北部，由維也納負責管轄，屬於維也納林山的一部分，距離黑曼斯科格爾山0.9公里，海拔高度454米。